# Non sono una signora/Radio
Non sono una signora/Radio è un 45 giri della cantante pop italiana Loredana Bertè, pubblicato nel 1982 dall'etichetta discografica CGD. Il controcanto fu inciso dalla sorella Mia Martini.

## Descrizione
Grazie all'interessamento della sorella Mia Martini, allora partner di Ivano Fossati, che chiese al cantautore genovese di comporre un pezzo per la sorella, il brano venne scritto 'su misura' per la Bertè. Il brano fu pubblicato nell'estate del 1982 e diventò uno straordinario successo, vendendo oltre mezzo milione di copie e risultando il singolo di maggiori vendite dell'artista in Italia. La posizione più alta raggiunta nelle classifiche italiane è la numero 2, restando in classifica per 22 settimane. Nella classifica annuale il 45 giri si trova alla diciottesima posizione dei singoli più venduti nel 1982. Il brano ottiene la vittoria nella popolare rassegna estiva del Festivalbar.
Il singolo viene pubblicato anche in Germania, Francia, Paesi Bassi, Spagna e Brasile, riscuotendo un buon successo. A metà degli anni '80, Non sono una signora è stata anche la sigla di una famosa Telenovela brasiliana. 
Sul lato B del 45 giri è presente il brano Radio che non è mai stato inserito in nessun album fino alla pubblicazione del box celebrativo Reloaded (1974 to 1983) dove viene incluso come bonus track nel CD di Traslocando.
Nel novembre 2017, Non sono una signora ottiene un disco d'oro; il 27 settembre 2021 viene certificato disco di platino per le oltre 70 000 unità vendute in Italia dal 2009.
Nel 2020 partecipa al concorso radiofonico I Love My Radio, a cui hanno preso parte in totale 45 canzoni.
Inoltre il brano è stato usato come sigla dell'omonimo programma andato in onda nel 2023 su Rai 2.

## Cover
Il brano ottiene particolare successo in Sud America, diventando una hit. Nel 1984 la cantante venezuelana Melissa ne incide una cover in lingua spagnola, facendone un successo.
Sempre nel 1984 il brano viene ripreso anche dalla cantante messicana Lucía Méndez con il titolo di Ella es una señora, incluso nell'album Sólo una mujer.
Nel 2009 la cantante messicana María José riprende il brano in chiave dance. Il singolo arriva dritto alla numero 1 per due settimane consecutive nella classifica dei singoli più venduti in Messico nel 2009 ed entra nella top 100 annuale. L'album di Maria José in cui è contenuto il singolo No Soy Una Señora vende in Messico 200 000 copie (doppio disco di platino).
Nel 2020 il brano viene inciso dalla cantante italiana Giorgia per il progetto radiofonico I Love My Radio.

## Tracce
Lato A
1. Non sono una signora – 3:28 (Ivano Fossati)

Lato B
1. Radio – 3:30 (Maurizio Piccoli)

## Classifiche
| Classifica (1982) | Posizione massima |
| ----------------- | ----------------- |
| Italia            | 2                 |